# Генко Мархолев
 Тази статия е за генералът.  За четникът от ВМОРО вижте Генко Мархолев (революционер).  
Генко Иванов Мархолев е български офицер (генерал-майор), командир на Лейбгвардейски конен полк през Балканската (1912 – 1913) и Междусъюзническата война (1913).

## Биография
Генко Мархолев е роден на 26 октомври 1865 г. в Калофер. Баща му – Иван Мархолев е заточван няколко пъти в Азия, като съратник на Васил Левски и член на местния таен революционен комитет. Доведеният му брат по бащина линия е генерал Гурко Мархолев.

### Сръбско-българска война (1885)
По време на Сръбско-българската война (1885) е доброволец в 1-ви пехотен софийски полк и участва в боя при Гургулят (7 ноември). За проявената самоотверженост е награден с войнишки орден „За храброст“ IV степен.
През 1886 г. участва в детронацията на княз Александър Батенберг, като след контрапреврата е разжалван и изпратен да дослужва, а по-късно е амнистиран и продължава образованието си. През 1887 г. завършва Военното училище в София и на 24 април е произведен в подпоручик. На 18 май 1890 г. е произведен в чин поручик, на 2 август 1894 г. в чин капитан, на 2 май 1902 г. в чин майор, а на 31 декември 1906 – в чин подполковник. Служи в 3-ти конен полк. От 1900 година е командир на ескадрон в 1-ви конен полк. Завършва Генералщабна академия във Франция през 1908 година. През 1909 година е помощник-командир на Лейбгвардейския конен полк, а от 1911 – началник на Кавалерийската школа. През 1912 година е произведен в чин полковник.

### Балкански войни (1912 – 1913)
През Балканската (1912 – 1913) и Междусъюзническата война (1913) е командир на Лейбгвардейския конен полк. На 27 март 1913 г. поради спекулации от страна на сръбските вестници Мехмед Шукри паша издава декларация, в която казва, че е взет в плен от полковник Генко Мархолев, а не от сръбски офицери.

### Първа световна война (1915 – 1918)
През Първата световна война (1915 – 1918) е командир на 2-ра конна бригада от конната дивизия, която е в състава на 2-ра армия. На 1 септември 1916 г. е уволнен от служба.
Синът му, Иван, умира във войната като офицер, в 1-ва жандармерийска конна група.
На 6 май 1936 г., като офицер от запаса е произведен в чин генерал-майор.
Генерал-майор Генко Мархолев умира на 10 януари 1937 г. в София.

## Военни звания
- Подпоручик (27 април 1887)
- Поручик (18 май 1890)
- Капитан (2 август 1894)
- Майор (2 май 1902)
- Подполковник (31 декември 1906)
- Полковник (1912)
- о. з. Генерал-майор (6 май 1936)

## Награди
- Орден „За храброст“ III степен с мечове по средата и IV степен с мечове по средата
- Орден „Свети Александър“ IV и V степен без мечове
- Орден „За заслуга“ на обикновена лента